# ثعلبية جيرار
ثعلبية جيرار (باللاتينية: Alopecurus gerardii) نوع نباتي يتبع جنس الثعلبية من الفصيلة النجيلية. يضم ضربين هما الكاسيوسي والجيراري.

## الموئل والانتشار
موطن النبات في حوض البحر الأبيض المتوسط، حيث يوجد في بلاد الشام والمغرب العربي وتركيا واليونان وجنوب أوروبا.

## مرادفات للاسم العلمي
- (باللاتينية: Colobachne gerardii (Vill.) Link)
- (باللاتينية: Phleum gerardi All., nom. illeg.)